# Mind the Gap (album)
 (avril 2021).
Albums de Scooter
The Stadium Techno Experience
(2003) Who's Got the Last Laugh Now?
(2006)
Mind The Gap est le dixième album studio du groupe Scooter. 

## Liste des titres
| 1.  | Killer Bees           |  |
| 2.  | One (Always hardcore) |  |
| 3.  | Shake That!           |  |
| 4.  | My Eyes Are Dry       |  |
| 5.  | All I Wanna Do        |  |
| 6.  | Jigga Jigga!          |  |
| 7.  | Panties Wanted        |  |
| 8.  | Trance-atlantic       |  |
| 9.  | Stripped              |  |
| 10. | Suavemente            |  |
| 11. | The Chaser            |  |
| 12. | The Avenger's Back    |  |
| 13. | Trip To Nowhere       |  |

## Classements
| Classements (2004)                 | Meilleure position |
| ---------------------------------- | ------------------ |
| Allemagne (Media Control AG)       | 7                  |
| Autriche (Ö3 Austria Top 40)       | 14                 |
| Finlande (Suomen virallinen lista) | 12                 |
| Hongrie (Mahasz)                   | 3                  |
| Norvège (VG-lista)                 | 3                  |
| Pays-Bas (Mega Album Top 100)      | 28                 |
| Portugal (AFP)                     | 5                  |
| Royaume-Uni (UK Albums Chart)      | 20                 |
| Suède (Sverigetopplistan)          | 4                  |
| Suisse (Schweizer Hitparade)       | 35                 |